# Đẩy tạ
Đẩy tạ là một môn điền kinh trong sân vận động liên quan đến đẩy (chứ không phải là ném) một quả tạ hình cầu nặng đi càng xa càng tốt. Cuộc thi đẩy tạ dành cho nam giới là một phần của Thế vận hội hiện đại kể từ khi Thế vận hội hồi sinh vào năm 1896, và áp dụng cho nữ bắt đầu vào năm 1948.

## Lịch sử

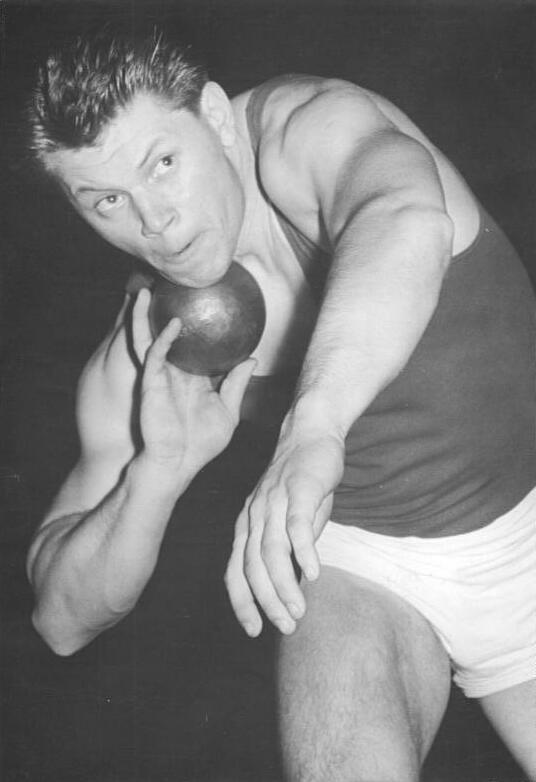
Vận động viên đẩy tạ người Tiệp Khắc Plihan tại Giải vô địch điền kinh trong nhà Đông Đức năm 1957

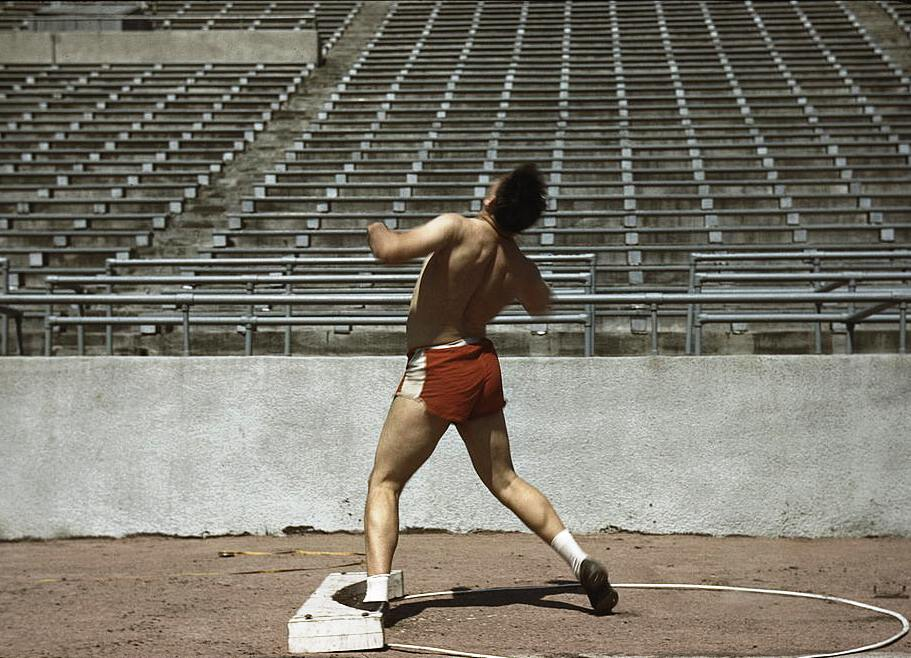
Đẩy tạ tại Đại học Nebraska, 1942, cho thấy vòng tròn và bảng dừng

Homer đề cập đến các cuộc thi ném đá dành cho những người lính trong Cuộc bao vây thành Troia nhưng không có ghi chép về bất kỳ về khối lượng đá được ném trong các cuộc thi của Hy Lạp. Bằng chứng đầu tiên cho thi ném đá - hoặc các sự kiện ném vật nặng là trong Cao nguyên Scotland, với thời gian xa nhất khoảng thế kỷ thứ nhất. Vào thế kỷ 16, Vua Henry VIII đã được chú ý vì năng lực của mình trong các cuộc thi trong cung đình về nâng vật nặng và ném búa.
Các cuộc thi đầu tiên giống như đẩy tạ hiện đại có khả năng xảy ra vào thời Trung cổ khi các binh sĩ tổ chức các cuộc thi trong đó họ ném đạn đại bác. Các cuộc thi đẩy tạ được ghi nhận lần đầu tiên vào đầu thế kỷ 19 ở Scotland, và là một phần của Giải vô địch nghiệp dư đẩy tạ Anh bắt đầu vào năm 1866.
Các đối thủ cạnh tranh đẩy tạ từ bên trong một vòng tròn được đánh dấu đường kính 2.135 m (7.004593176 ft), với một bảng dừng khoảng 10 xentimét (3,9 in) cao ở phía trước của vòng tròn. Khoảng cách ném được đo từ bên trong chu vi của vòng tròn đến điểm rơi của tạ gần nhất được thực hiện trên mặt đất, với khoảng cách được làm tròn xuống đến centimet gần nhất theo quy tắc IAAF và WMA.